# Cinética de Michaelis-Menten
Em bioquímica, a cinética de Michaelis-Menten é um dos modelos mais conhecidos da cinética enzimática. O modelo leva esse nome em homenagem a Leonor Michaelis e Maud Menten.  Ele tem a forma de uma equação que descreve a taxa de reações enzimáticas, relacionando taxa de reação {\displaystyle v} a {\displaystyle [S]}, a concentração de um substrato {\displaystyle [S]}. A sua fórmula é dada pela equação de Michaelis-Menten:
{\displaystyle v={\frac {d[P]}{dt}}={\frac {V_{\max }{[S]}}{K_{\mathrm {M} }+[S]}}.}

## Aplicações
Os valores dos parâmetros variam amplamente entre as enzimas:
| Enzima             | {\displaystyle K_{\mathrm {M} }} (M) | {\displaystyle k_{\text{cat}}} (s−1) | {\displaystyle k_{\text{cat}}/K_{\mathrm {M} }} (M−1s−1) |
| ------------------ | ------------------------------------ | ------------------------------------ | -------------------------------------------------------- |
| Quimotripsina      | 1.5 × 10−2                           | 0.14                                 | 9.3                                                      |
| Pepsina            | 3.0 × 10−4                           | 0.50                                 | 1.7 × 103                                                |
| T-RNA synthetase   | 9.0 × 10−4                           | 7.6                                  | 8.4 × 103                                                |
| Ribonuclease       | 7.9 × 10−3                           | 7.9 × 102                            | 1.0 × 105                                                |
| Anidrase carbónica | 2.6 × 10−2                           | 4.0 × 105                            | 1.5 × 107                                                |
| Fumarase           | 5.0 × 10−6                           | 8.0 × 102                            | 1.6 × 108                                                |

A constante {\displaystyle k_{\text{cat}}/K_{\mathrm {M} }} (eficiência catalítica) é uma medida da eficiência com que uma enzima converte um substrato em produto. As enzimas com difusão limitada, como a fumarase, funcionam no limite superior teórico de 108 – 1010 M−1s−1, limitadas pela difusão do substrato no centro ativo.
A cinética de Michaelis–Menten também foi aplicada a uma variedade de esferas fora das reações bioquímicas, incluindo depuração alveolar de poeiras, o agrumento de riqueza de espécies, depuração do álcool no sangue, a relação fotossíntese-irradiância e infecção bacteriana por fagos.
A equação também pode ser usada para descrever a relação entre a condutividade do canal iônico e a concentração do ligante.